# 浅井千尋
浅井 千尋（あさい ちひろ）は、日本のAV女優。特技は水泳。
AV女優になるまではOLをしていた。

## 出演作品

### アダルトビデオ
2008年
- 子供服でやられたい！私はド変態女 2（10月25日、ながえスタイル）他出演:青空のん、上原優

2009年
- 罪女SM刑罰 軍人レズ浣腸 浅井千尋 若槻朱音（1月1日、シネマジック）共演:若槻朱音
- 極上羞恥マゾ愛奴 浅井千尋（1月13日、アートビデオ）[1]
- アナルバイブの虜 7 玩具自慰アナルアクメの瞬間（1月24日、プールクラブ・エンタテインメント）他出演:愛樹るい、一ノ瀬あみ、新垣さくら、若槻リカ、白山ゆり、浅岡沙希
- 痙攣フィストファック拡張調教（5月1日、CORE）[1]
- 恥辱の女潜入捜査官2 破壊 浅井千尋（5月1日、シネマジック）[1]
- 全国うんこ紀行 ～北陸旅情編～（7月17日、映天）[1]
- 黒人兵と看護婦と未亡人（9月18日、大洋図書）共演:桜井ひとみ
- CineMagic DVD ベスト30 No5（10月1日、シネマジック）他出演:篠原ケイ、真野沙代、花宮あみ、柳田やよい、川上ゆう、宮崎あい、前野美伽、葵みちる、新垣さくら、水上結衣、藍花、久我舞、樹林れもん、若槻朱音、長谷川美紅、松下ゆうか、白河ゆりか、円城ひとみ、ゆめのみみ、結城綾音、柿本真緒、黒澤エレナ、青山亜里沙、他
- ある肛門科女医の憂鬱（11月20日、大洋図書）[1]
- エネマ痴帯EX9（12月1日、シネマジック）他出演:松下ゆうか、早崎れおん、田中歩、前野美伽、竹田千恵、花宮あみ、水上結衣、樹林れもん、雪乃みお、柿本真緒、愛良ひより、若槻朱音

2010年
- 女体拷問研究所 セカンド VOL.7（5月15日、Baby Entertainment）[1]
- 催眠更正プログラム（6月30日、トラウマアート）共演:あんなさくら
- ビクセン総集編2 変態M女の刻印（9月1日、シネマジック）他出演:水朝美樹、愛良ひより、山口なな、西山あき、望月せり、平原絢、柿本真緒、青山亜里沙、若槻朱音、黒澤エレナ、華恋（一ノ瀬かれん）、常磐エレナ
- 人間凶器 廃人file.06 浅井千尋（10月25日、しのだ）[1]
- 女に虐められる女たち S女M女同性調教秘宝館（12月1日、シネマジック）他出演:小室芹菜、姫咲しゅり、ささきふう香、みずなあんり、坪井あみか、阿当真子（合沢萌）、池野朋、早坂純、若槻朱音、今井ゆり、松下ゆうか（愛乃彩音、藤咲ゆうか）、若瀬まどか、後藤亜美、常磐エレナ

2011年
- 猟奇の檻74（4月21日、アートビデオ）

2012年
- 女の惨すぎる瞬間 麻薬捜査官拷問 女捜査官FILE18 浅井千尋の場合（10月8日、Baby Entertainment）[1]
- あのスケベなムチムチお姉さんはアイツの会社の秘書らしい。（11月23日、WEEKENDER）[1]

### ピンク映画
- セクハラ女上司 パンスト性感責め（浜野佐知監督、2010年）
- 奴隷飼育 変態しゃぶり牝（山崎邦紀監督、2011年）
- 和服姉妹 愛液かきまわす（浜野佐知監督、2011年）
- 人妻の恥臭 ぬめる股ぐら（山崎邦紀監督、2012年）
- SEXファイル むさぼり肉体潜入（浜野佐知監督、2012年）